# Daïra de Chéraga
La circonscription administrative de Chéraga est une wilaya déléguée de la wilaya d'Alger dont le chef-lieu est la ville éponyme de Chéraga.

## Localisation
La daïra de Chéraga est située dans la banlieue ouest d'Alger, à environ 13 km d'Alger-Centre. 

## Walis délégués
Le poste de wali délégué de la wilaya déléguée de Chéraga a été occupé par plusieurs personnalités politiques nationales depuis sa création.
| N° | Wali délégué         | Début             | Fin               |
| -- | -------------------- | ----------------- | ----------------- |
| 01 | Chérif Kheireddine   | 2 août 1997       | 13 août 2000      |
| 02 | Mohamed Hachemi      | 13 août 2000      | 16 août 2001      |
| 03 | Abdellah Benmansour  | 16 août 2001      | 17 août 2004      |
| 04 | Zitouni Ouled Salah  | 17 août 2004      | 11 août 2005      |
| 05 | Kamel Beldjoud       | 11 août 2005      | 30 septembre 2010 |
| 06 | Abdelkader Djellaoui | 30 septembre 2010 |                   |
| 07 |                      | 24 octobre 2013   |                   |
| 08 | Rachid Nedjlaoui     | 22 juillet 2015   | 5 octobre 2016    |
| 09 | Hamid Baiche         | 5 octobre 2016    | 27 septembre 2018 |
| 10 | Smail Mohamed        | 27 septembre 2018 | 25 août 2021      |
| 11 | Mahfoud Bouzertit    | 25 août 2021      | en cours          |

## Communes
La daïra de Chéraga est constituée de cinq communes :
1. Aïn Benian
2. Cheraga
3. Dely Ibrahim
4. Ouled Fayet
5. El Hammamet

## Institut national de recherche forestière
Cette daïra côtière abrite l'Institut national de recherche forestière (INRF) dans la forêt de Baïnem à El Hammamet.